# Jagiellonia Białystok w sezonie 1936/1937

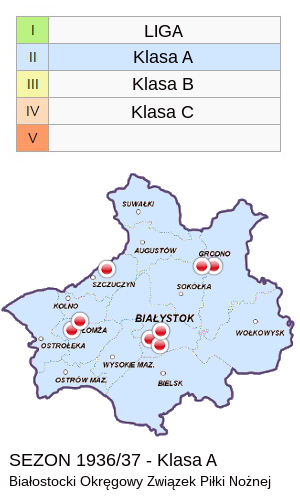
BOZPN - Zespoły występujące w Klasie A w sezonie 1936/37

WKS Jagiellonia Białystok przystąpiła do rozgrywek Klasy A BOZPN.

## II poziom rozgrywek piłkarskich
Rok 1937 był powrotem do jednej klasy A dla całego okręgu białostockiego. Dodatkową zmianą było przeprowadzenie rozgrywek w systemie jesień-wiosna, miało to na celu lepsze przygotowanie mistrza okręgu do letnich eliminacji o ligę. Klasa A została zmniejszona do 8 zespołów.
Jagiellonia rozegrała przeciętny sezon, uzyskując w 13 meczach 10 punktów, co dawało pewne utrzymanie w klasie A.

## Końcowa Tabela – Klasa A (Okręg białostocki)
| Lp. | Drużyna                   | M    | Z   | R   | P   | Bramki | Bramki | Różn. | Pkt. | Uwagi        |
| --- | ------------------------- | ---- | --- | --- | --- | ------ | ------ | ----- | ---- | ------------ |
| 1   | WKS Grodno M              | (11) | (9) | (0) | (2) | (50)   | (9)    | +41   | (18) | elim.do Ligi |
| 2   | ŁKS Łomża                 | (9)  | (5) | (1) | (3) | (28)   | (16)   | +12   | (11) |              |
| 3   | Makabi Grodno             | (10) | (4) | (2) | (4) | (26)   | (25)   | +1    | (10) |              |
| 4   | Hapoel Białystok          | (9)  | (5) | (1) | (3) | (15)   | (29)   | -14   | (11) |              |
| 5   | ŻKS Makabi Białystok      | (13) | (5) | (1) | (7) | (28)   | (28)   | 0     | (11) |              |
| 6   | WKS Jagiellonia Białystok | (13) | (5) | (0) | (8) | (21)   | (34)   | -13   | (10) |              |
| 7   | Warmia Grajewo            | (5)  | (1) | (1) | (3) | (9)    | (14)   | -5    | (3)  |              |
| 8   | Makabi Łomża S            | (10) | (3) | (0) | (7) | (13)   | (35)   | -22   | (6)  | Spadek kl.B  |

- Z powodu braku wyników kilku meczów tabela jest niekompletna, jednak kolejność na pozycjach 1-8 jest prawidłowa.
- Do klasy B spadł Makabi Łomża, awansowało Ognisko Białystok.

## Mecze
- Zestawienie niekompletne, wyniki meczów właściwe, mogą być nieścisłości odnośnie daty rozgrywania danego spotkania. [1]

| Mecze i wyniki | Mecze i wyniki       | Mecze i wyniki    | Mecze i wyniki | Mecze i wyniki | Mecze i wyniki       | Mecze i wyniki | Mecze i wyniki                         | Poz w lidze. | Poz w lidze. | Poz w lidze. |
| Lp. | Data                 | Rozgrywki         | F.             | D/W            | Przeciwnik           | Wynik          | Strzelcy bramek                        | M.           | P.           | Br.          |
| --- | -------------------- | ----------------- | -------------- | -------------- | -------------------- | -------------- | -------------------------------------- | ------------ | ------------ | ------------ |
| 1 113 | 18.04.1937 Białystok | Klasa A - 1 kol.  | -              | D              | WKS Grodno           | 4:7            | Kowalczyński x2, Woronowicz x2         |              | 0            | 4:7          |
| 2 114 | ?.04.1937 Grajewo    | Klasa A - 2 kol.  | -              | W              | Warmia Grajewo       | b.d.           |                                        |              |              |              |
| 3 115 | ?.05.1937 Białystok  | Klasa A - 3 kol.  | -              | D              | Hapoel Białystok     | 1:3            |                                        |              |              |              |
| 4 116 | 9.05.1937 Grodno     | Klasa A - 4 kol.  | -              | W              | Makabi Grodno        | 6:0            |                                        |              |              |              |
| 5 117 | 16.05.1937 Białystok | Klasa A - 5 kol.  | -              | D              | ŻKS Makabi Białystok | 3:2            | Kowalczyński, Buczyński, Woronowicz(k) |              |              |              |
| 6 118 | ?.05.1937 Łomża      | Klasa A - 6 kol.  | -              | W              | ŁKS Łomża            | b.d.           |                                        |              |              |              |
| 7 119 | ?.06.1937 Łomża      | Klasa A - 7 kol.  | -              | W              | Makabi Łomża         | b.d.           |                                        |              |              |              |
| 8 120 | ?.06.1937 Białystok  | Klasa A - 8 kol.  | -              | D              | Makabi Grodno        | 1:4            | Kowalczyński                           |              |              |              |
| 9 121 | ?.06.1937 Grodno     | Klasa A - 9 kol.  | -              | W              | WKS Grodno           | 2:0            |                                        |              |              |              |
| 10 122 | ?.06.1937 Białystok  | Klasa A - 10 kol. | -              | D              | Warmia Grajewo       | 2:1            |                                        |              |              |              |
| 11 123 | 13.06.1937 Białystok | Klasa A - 11 kol. | -              | D              | ŁKS Łomża            | 2:1            |                                        |              |              |              |
| 12 124 | ?.?.1937 Białystok   | Klasa A - 12 kol. | -              | D              | ŻKS Makabi Białystok | b.d.           |                                        |              |              |              |
| 13 125 | ?.?.1937 Białystok   | Klasa A - 13 kol. | -              | W              | Hapoel Białystok     | b.d.           |                                        |              |              |              |
| 14 126 | ?.?.1937 Białystok   | Klasa A - 14 kol. | -              | D              | Makabi Łomża         | 2:0            |                                        |              |              |              |
| - rozgrywki ligowe, - rozgrywki pucharu polski, - rozgrywki pucharu ligi, - rozgrywki ligi europejskiej, - mecze barażowe lub eliminacyjne, - inne. Liczba meczów w sezonie:1 2 (wszystkie mecze na najwyższym poziomie rozgrywkowym)3 (wszystkie mecze w rozgrywkach ligowych bez baraży) , Puchar Polski: 2 (mecze Pucharu Polski na szczeblu centralnym)3 (wszystkie mecze w Pucharze Polski) |                      |                   |                |                |                      |                |                                        |              |              |              |

## Skład
Skład niepełny.
| Nr   | Nazwisko             | Pozycja | Mecze | Bramki | Transfery |
| ---- | -------------------- | ------- | ----- | ------ | --------- |
| b.d. | Karol Kowalczyński I | BR      |       |        |           |
| b.d. | Guziński             | OB      |       |        |           |
| b.d. | Popławski            | OB      |       |        |           |
| b.d. | Kazimierz Szacki     | PO      |       |        |           |
| b.d. | Ambrożej             | PO      |       |        |           |
| b.d. | Korycki              | NA      |       |        |           |
| b.d. | Bukowski             | PO      |       |        |           |
| b.d. | Motorski             | PO      |       |        |           |
| b.d. | Woronowicz           | NA      |       |        |           |
| b.d. | Hrehorowicz          | NA      |       |        |           |
| b.d. | Kowalczyński II      | NA      |       |        |           |